# Karilajärvi
Karilajärvi är en sjö i Gällivare kommun i Lappland och ingår i Kalixälvens huvudavrinningsområde. Sjön har en area på 0,0611 kvadratkilometer och ligger 119,1 meter över havet.

## Delavrinningsområde
Karilajärvi ingår i det delavrinningsområde (741893-177283) som SMHI kallar för Mynnar i Tvärån. Medelhöjden är 155 meter över havet och ytan är 17,88 kvadratkilometer. Det finns inga avrinningsområden uppströms utan avrinningsområdet är högsta punkten. Vattendraget som avvattnar avrinningsområdet har biflödesordning 4, vilket innebär att vattnet flödar genom totalt 4 vattendrag innan det når havet efter 136 kilometer. Avrinningsområdet består mestadels av skog (89 procent). Avrinningsområdet har 0,1 kvadratkilometer vattenytor vilket ger det en sjöprocent på 0,6 procent.